# برايس جونسون
برايس جونسون (بالإنجليزية: Bryce Johnson)‏ (و. 1977 – م) هو ممثل، وممثل تلفزيوني من الولايات المتحدة الأمريكية . ولد في رينو، نيفادا .

## روابط خارجية
- برايس جونسون على موقع IMDb (الإنجليزية)
- برايس جونسون على موقع قاعدة بيانات الأفلام العربية
- برايس جونسون على موقع ألو سيني (الفرنسية)
- برايس جونسون على موقع أول موفي (الإنجليزية)
- برايس جونسون على موقع إن إن دي بي (الإنجليزية)
- برايس جونسون على موقع قاعدة بيانات الفيلم (الإنجليزية)
- برايس جونسون على موقع كينوبويسك (الروسية)